# 森田信尊
森田 信尊（もりた のぶたか、1918年（大正7年）1月4日 - 1987年（昭和62年）10月8日）は、日本の剣道家。段位は範士八段。第5回全日本剣道選手権大会優勝者。

## 経歴
1928年（昭和3年）9月、佐賀県杵島郡橘村立橘尋常高等小学校4年のとき教諭の渋谷慶太郎に剣道を習い始め、卒業まで指導を受ける。
1932年（昭和7年）4月、大麻勇次（後の範士十段）の内弟子になる。
1935年（昭和10年）8月、長崎県西彼杵郡崎戸町の三菱鉱業崎戸砿業所勤労課に入社。
途中、海軍に入隊。青年団、炭鉱、海軍などの剣道大会で優勝。
1955年（昭和30年）、第3回全日本剣道選手権大会長崎県代表となるが、勤務の都合で辞退。
1957年（昭和32年）11月、第5回全日本剣道選手権大会に初出場し初優勝。
1959年（昭和34年）10月、三菱鉱業を退職。関西に移住し大阪に勤務。
1969年（昭和44年）10月、長崎国体に大阪府の大将として出場し団体優勝。
大阪日産、佛教大学などの剣道師範を歴任した。